# Agent Freddie - i hans majestäts hemliga tjänst
Agent Freddie - i hans majestäts hemliga tjänst (engelska: Freddie as F.R.O.7, även Freddie the Frog) är en brittisk tecknad film från 1992 regisserad, skriven och producerad av Jon Acevski. Filmen är även Acevskis enda film.

## Handling
Det var en gång en prins som hette Frederic, son till en magisk kung som härskade i det medeltida Frankrike.
En dag när kungen och prins Frederic är ute och rider händer det en olycka. Kungen ramlar av sin häst och ramlar ner för en backe och dör.
Kungens syster och prinsens syster Messina, tar över makten efter hans död, och hon är mycket elak. En dag förvandlar hon Frederic till en groda, som lyckas fly från Messina och startar ett nytt liv som ”Agent Freddie”.

## Rollista
| Roll        | Originalröst     |
| Berättare   | James Earl Jones |
| Freddie     | Ben Kingsley     |
| Trilby      | Jonathan Pryce   |
| Daffers     | Jenny Agutter    |
| Messina     | Billie Whitelaw  |
| Kungen      | Michael Hordern  |
| Scotty      | John Sessions    |
| Brigadier G | Nigel Hawthorne  |